# 남현주
남현주(1967년 6월 7일 ~ )은 대한민국의 배우이다.

## 이력
1976년 제 4기 KBS 어린이 합창단과 모이자 노래하자, 일요사극 맥, 문예극장 등 KBS 아역배우로 활동을 하다가 1983년에 활동을 잠적하였고, 이후 2001년 KBS 드라마 동양극장으로 배우 활동을 다시 시작했다. 야인시대의 박마리아로 대중에게 기억되기 시작하다가 시크릿 가든의 남실장(현빈 집의 실장) 역을 거쳐 신사의 품격의 박선생(김하늘과 같은 학교) 역으로 대한민국 문화연예대상에서 조연상을 수상하였다.

## 출연작

### 드라마
- 2023년 TV조선 《아씨두리안》 - 백도이네 가정부 역
- 2021년~2022년 MBC 《옷소매 붉은 끝동》 - 정경부인 역
- 2019년 《은주의 방》 - 혜진 엄마 역
- 2019년 《조선혼담공작소 꽃파당》 - 매파 사월 역
- 2018년 《미스함무라비》
- 2018년 MBC 《부잣집 아들》
- 2017년 《불야성》
- 2017년 KBS2 《아버지가 이상해》
- 2017년 SBS 《언니는 살아있다》
- 2017년 SBS 《다시 만난 세계》
- 2017년 《너의 등짝에 스매싱》
- 2016년 OCN 《뱀파이어 탐정》 - 요나의 엄마 역
- 2015년 KBS2 《드라마스페셜 - 붉은달》 - 지밀상궁 역
- 2015년 MBC 《맨도롱또똣》 - 이정주의 엄마 노경미 역
- 2014년 MBC 《전설의 마녀》 - 교도관 김주임 역
- 2014년 SBS 《엔젤 아이즈》 - 비아그라를 복용한 환자의 보호자 역
- 2014년 KBS1 《정도전》 - 경처 강씨의 상궁 역
- 2013년 MBC 《구가의서》 - 춘화관의 행랑어멈 역
- 2012년~2013년 MBC 《오자룡이 간다》 - 조 원장 역
- 2012년 MBC 《보고싶다》 - 가사도우미 역
- 2012년 SBS 《신사의 품격》 - 서이수의 동료교사 역
- 2012년 KBS2 《적도의 남자》 - 호텔 룸메이드 역
- 2012년 JTBC 《신드롬》 - 백만식의 며느리 역
- 2011년~2012년 tvN 《막돼먹은 영애씨 9》 - 심진보의 엄마 역
- 2011년 SBS 《여인의 향기》 - 결혼정보회사 직원 역
- 2011년~2012년 MBC 《애정만만세》 - 변주리에게 골프알바 제안하는 여자 역
- 2011년 MBC 《반짝반짝 빛나는》 - 카페 사장 역
- 2011년 SBS 《신기생뎐》 - 무속인 역
- 2010년~2011년 SBS 《시크릿가든》 - 남 실장 역
- 2010년 SBS 《세 자매》 - 최영호의 형수 역
- 2010년 KBS2 《정글피쉬2》 - 민호수의 엄마 역
- 2010년 SBS 《산부인과》 - 양진영 역
- 2009년 SBS 《시티홀》 - 죽집 사장 영실 역
- 2008년 KBS2 《KBS 드라마 스페셜 - 살아가는 동안 후회할 줄 알면서 저지르는 일들》 - 서지숙 역
- 2007년~2008년 SBS 《왕과 나》 - 정한수의 모친 역
- 2007년 SBS 《칼잡이 오수정》 - 안경점 사장 역
- 2006년 KBS2 《인생이여 고마워요》 - 이옥선 역
- 2005년 KBS2 《부활》 - 양만철의 부인 역
- 2004년 SBS 《장길산》 - 큰돌 부인 난희 역
- 2004년 KBS2 《애정의 조건》 - 어린이집 원장 역
- 2002년~2003년 SBS 《야인시대》 - 이기붕 부인 박마리아 역
- 2001년 KBS2 《동양극장》 - 조선연극사 최양희 역

### 악극
- 2001 모정의 세월

### 영화
- 2018 상류사회(사모님2)
- 2010 악마를 보았다/오과장(천호진)부인
- 2006 한반도/문화센터 주부
- 2006 비단구두/여자 아나운서
- 2005 가능한 변화들/문호(정찬)부인

### 광고
- 2020 판다림 탄소섬유 냉난방 매트리스 바이럴
- 2020 CMG 건강연구소 바이럴
- 2013 하루야채,
- 조아스면도기,슈가버블,중소기업협동조합 등등